# 胆嚢癌
胆嚢癌（たんのうがん）は、胆嚢から発生する悪性腫瘍である。早期に発見されることが少なく、有効な治療法に乏しいため、全体的には予後の悪い癌である。発症率はハンガリー共和国やチリ共和国、日本で高く民族間での差が認められる。

胆嚢 (Gallbladder) の位置

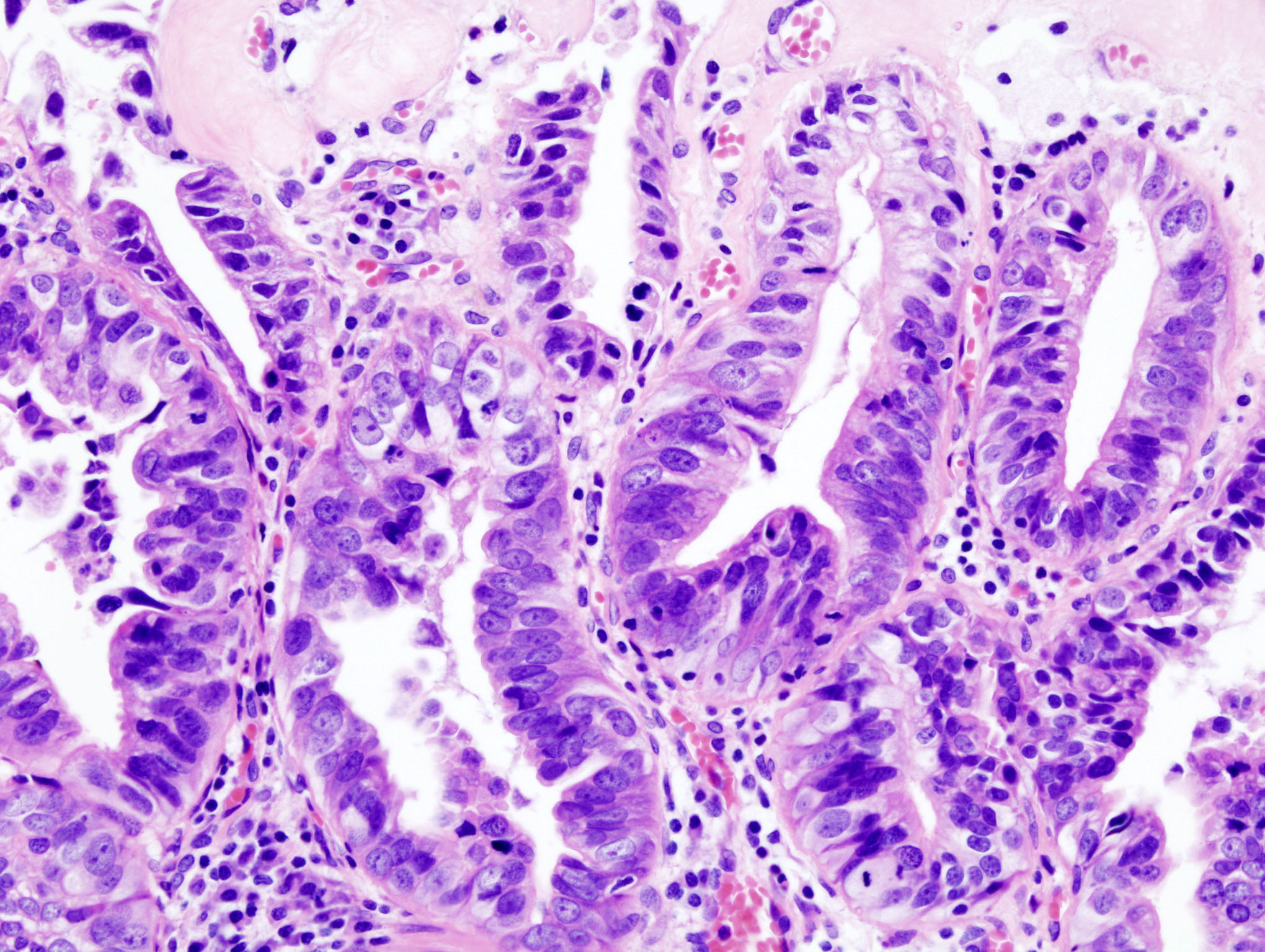
胆嚢癌の組織像

## 疫学
男女比は1:2で女性にやや多く、70歳以上の高齢者に多いとされている。胆石症の合併も多いとされている。
危険因子としては、膵胆管合流異常症、陶器様胆嚢、分節型胆嚢腺筋症等が知られている。胆石症や胆嚢炎は直接の発症リスクでは無いとされている。
新潟大学らの研究グループによる日本およびハンガリー共和国、チリ共和国での疫学的調査により幾つかの要因が明らかになっている。
1. チリにおいて貧困層の女性では、胆石存在下で赤唐辛子摂取が危険因子であることが示唆されたが、「カプサイシンが原因となっているのか？」或いは「保存期間中に発生するカビ由来のアフラトキシンが原因となっているのか？」など真の原因物質は現時点で明らかとなっていない。
2. 新潟県における胆嚢がん死亡率と農薬使用量との間に正の地域相関関係が認められ、水道水中に残留していた水田除草剤（クロルニトロフェン[注釈 1]）の曝露が関与していることが示されている[2]。
3. HLAハプロタイプの分析により疾病感受性には民族的共通性が示唆された。

## 臨床像
初期には症状がなく、健診での画像検査を契機に偶然発見されることが多い。進行癌になると、黄疸、右季肋部痛、食欲不振、全身倦怠感、体重減少などが出現する。
腫瘍マーカーとして、CEA・CA19-9が高値を示すことが多いが特異的では無い。

## 画像
- 超音波検査 - 胆嚢の観察には最も適した検査法である。癌は胆嚢壁の異常な肥厚として描出される。ドップラー法で内部に血流が見られることもある。また、直径が1cmを超える胆嚢ポリープは癌を疑われる。
- CT - 癌は造影効果を有する胆嚢壁の肥厚として描出される。また肝動脈など周辺臓器への浸潤や、リンパ節転移、肝転移、遠隔転移の診断にも有用である。
- MRI - 造影剤を用いずに胆管・胆嚢内腔を描出することが可能であり(MRCP)、隆起型の胆嚢癌の診断に有用である。
- 内視鏡的逆行性胆道造影 (endoscopic retrograde cholangiography; ERC) - 消化管内視鏡を用いて乳頭部からチューブを挿入し、造影剤を注入して胆管を描出する検査。

## 病理
胆嚢は胃や腸等と異なり、粘膜筋板や粘膜下層を有していないため、胆嚢癌は進行すると周囲臓器へそのまま浸潤していきやすい。

## 診断
画像所見により癌の診断および進行度の判定を行う。胆嚢癌の進行度(Stage)はIからIVの4段階で表現される。国際的にはUICCのTNM分類が、日本国内では胆道癌取扱い規約が用いられる。

### 胆道癌取扱い規約（第5版）による進行度分類
Stage I癌が粘膜や筋層にとどまるもの。
Stage II癌が筋層を超えるが壁内にとどまっているもの、もしくは筋層までにとどまるが近傍のリンパ節に転移があるもの。
Stage III癌が胆嚢外へ露出するもの、もしくは壁内にとどまるがやや遠方のリンパ節まで転移があるもの。
Stage IVa隣接臓器に直接浸潤するもの、もしくは大動脈周囲リンパ節など遠方のリンパ節に転移が及ぶもの。
Stage IVb遠隔臓器へ転移するもの。

## 治療
早期の胆嚢癌は手術治療による外科的切除で根治が期待できるが早期発見が困難なことが多い。進行胆嚢癌に対しては、外科的手術治療・化学療法（抗がん剤）・放射線療法を含む集学的治療が行われる。

### 手術療法
根治切除（認識できる癌を残さず取る手術）が可能な場合に行われる。他臓器転移を有する症例は切除による治療効果が望めないため、通常は対象とならない。
- （単純）胆嚢摘出術

胆嚢のみを切除することで、リンパ節転移のない早期胆嚢癌に行われる。胆嚢摘出術は腹腔鏡下に行われることも多い。
- 拡大胆嚢摘出術

胆嚢近傍の肝実質（肝床部）も胆嚢と一緒に切除する術式。肝床切除術ともいう。胆嚢癌は肝床部に浸潤しやすいことから、肉眼で見えない癌の取り残しを防ぐ意味合いがある。同時に所属リンパ節郭清も行われる。進行胆嚢癌に対する手術術式としては比較的ポピュラーであるが、解剖学的区分を無視した肝切除に異論もある。
- 肝S4a 5切除術

胆嚢に加え、肝臓の一部(S4a, S5)を解剖学的区分に沿って切除する術式。胆嚢から肝へ流入する静脈はまずこの領域へ入ることから、初期の肝転移はこの領域に発生するという理論に基づいている。微小転移が含まれる可能性が高い領域を系統的に切除することにより肝転移再発を抑制し、生存率を向上させることが狙いであるが、拡大胆嚢摘出術に対する優位性は明らかではない。
- 肝拡大右葉切除

胆嚢、肝外胆管に加え、肝臓の右側半分強（体積比では約7割）を切除する術式。癌の浸潤が肝右葉の主要な動脈やグリソン鞘に及ぶ場合に行われる。
- その他の系統的肝切除

癌の浸潤範囲により、肝中央二区域切除術、肝右三区域切除術などが行われる。
- 肝膵頭十二指腸切除術

上述した各種術式に膵頭十二指腸切除を加えるもの。癌が膵臓や十二指腸に浸潤している場合に検討される。また進行胆嚢癌に対し、肝十二指腸間膜リンパ節・傍大動脈リンパ節・No.13リンパ節等の膵頭周囲リンパ節の完全郭清を目的に行われることもある。肝と膵を同時に切除するという非常に侵襲の大きい術式であり、リスクを上回るメリットがあるかどうか特に慎重に検討される。

### 化学療法
切除不能な進行胆嚢癌に対し行われる。胆管癌と包括し胆道癌として同じ化学療法が選択される。ゲムシタビンを中心とした多剤併用療法が標準とされている。
- ゲムシタビン（GEM）単独療法
- S-1（S-1）単独療法
- ゲムシタビン（GEM）＋シスプラチン（CDDP）併用療法：GC療法（標準第一選択療法）
- ゲムシタビン（GEM）＋S-1（S-1）併用療法：GS療法
- ゲムシタビン（GEM）+シスプラチン（CDDP）+S-1併用療法：GCS療法
- ゲムシタビン（GEM）＋オキサリプラチン（L-OHP）併用療法：GEMOX療法（保険未適応）
- GEMOX療法＋エルロチニブ療法：GEMOX療法より優位性が指摘（保険未適応）
- GEMOX療法＋セツキシマブ療法：GEMOX療法より優位性が指摘（保険未適応）

他様々なレジメンが提唱されているが、研究段階である。

### 放射線療法
癌の縮小や症状の改善を期待して放射線の照射が行われることがある。

## 予後
早期胆嚢癌は切除されれば予後は良好で、Stage Iの5年生存率はおおむね90%を超える。Stage IIでも切除後の5年生存率は60%程度であるが、Stage III以降の治療成績はきわめて不良であり、5年生存は稀である。切除不能な胆道癌（胆嚢癌以外も含む）に対するゲムシタビン単剤投与の生存期間中央値は7.6か月と報告されている。